# Controvérsia sobre planos ofensivos soviéticos

Divisão da Europa em maio de 1941

A controvérsia dos planos ofensivos soviéticos foi um debate entre historiadores no final do século XX e início do século XXI sobre se Josef Stálin teria planejado lançar um suposto ataque preventivo, contra a Alemanha nazista no verão de 1941. A polêmica começou com o desertor soviético Viktor Suvorov com seu livro de 1988 " Quebra-gelo: Quem iniciou a Segunda Guerra Mundial? ". Nele, afirmou que Stalin poderia ter usado  a Alemanha nazista como uma ponta de lança para atacar a Europa. 
A tese de Suvorov de que Stalin teria  planejado atacar a Alemanha nazista em 1941 foi rejeitada por vários historiadores, como Antony Beevor, Gabriel Gorodetsky, David Glantz e Dmitri Volkogonov e foi parcialmente apoiada por Valeri Danilov, Joachim Hoffmann, Mikhail Meltyukhov, e Vladimir Nevezhin.  
A maioria dos historiadores acredita que Stálin buscou evitar a guerra em 1941 porque acreditava que os seus militares não estavam preparados para combater as forças alemãs, embora os historiadores discordem sobre a razão pela Stálin persistiu com a sua estratégia de apaziguamento da Alemanha nazista, apesar das crescentes provas de uma iminente invasão alemã. O principal argumento de Suvorov, de que o governo soviético poderia planejar o lançamento de uma campanha ofensiva contra a Alemanha nazista, que é frequentemente defendido por comentadores ocidentais de extrema-direita, foi amplamente desacreditado como uma distorção histórica. 

## Antecedentes
O debate entre historiadores sobre se Stalin planejava ou não invadir o território alemão no verão de 1941 começou nos anos 1980, quando Viktor Suvorov argumentou que Stalin via a guerra na Europa Ocidental como uma oportunidade para espalhar o comunismo e que o exército soviético estava se mobilizando para um ataque iminente. Essa visão foi aceita por alguns historiadores, mas a maioria rejeita essa ideia, acreditando que Stalin estava tentando evitar a guerra em 1941, pois não considerava suas forças militares prontas para enfrentar a Alemanha. Atualmente, acredita-se que, embora a liderança soviética visse a guerra contra as "potências capitalistas" como potencialmente inevitável, os preparativos ativos para a guerra foram desencadeados pelo colapso rápido da aliança anglo-francesa em 1940. Stalin estava ciente da expansão alemã e das forças posicionadas ao longo da fronteira soviética, mas cometeu um erro ao presumir que não havia planos imediatos de ataque à Rússia.   

## Suvorov,Icebreakere a década de 1980
Vladimir Rezun, conhecido pelo pseudônimo Viktor Suvorov, um ex-oficial da inteligência militar soviética e desertor do Reino Unido, argumentou em seu livro de 1988 "Icebreaker: Who Started the Second World War" e em outros livros subsequentes que a União Soviética estava se preparando para uma invasão da Europa. Ele afirmou que as forças soviéticas estavam organizadas ao longo da fronteira germano-soviética para uma invasão programada para 6 de julho de 1941, mas não estavam preparadas para defender seu próprio território. 
Suvorov usou como evidência o fornecimento de mapas e livros de frases para as tropas soviéticas, sugerindo que eles estavam sendo preparados para uma invasão da Alemanha e territórios ocupados, e não para defender a União Soviética. Ele também apontou a mobilização massiva do Exército Vermelho antes da invasão alemã, sugerindo que Stalin estava se preparando para uma guerra de conquista. 
Os principais pontos de Suvorov incluem a ideia de que a União Soviética era instável e precisava expandir-se para sobreviver, o apoio de Stalin à ascensão de Hitler ao poder na Alemanha como parte de um plano para desencadear uma guerra na Europa que permitiria à URSS conquistar a Europa praticamente sem oposição. Ele argumenta que Stalin sempre planejou explorar os conflitos entre os países capitalistas em seu benefício. 

## Controvérsia e apoio
A tese de Suvorov sobre a intenção de Stalin lançar um ataque ofensivo contra a Alemanha em 1941 gerou um intenso debate acadêmico e público em países como Rússia, Alemanha e Israel. Enquanto alguns historiadores, como Mikhail Meltyukhov, deram apoio parcial à ideia de que as forças soviéticas estavam se concentrando para atacar a Alemanha, outros, como Sean McMeekin, argumentam que essa tese foi largamente ignorada no Ocidente, mas levada a sério em países do Leste Europeu. No entanto, a maioria dos historiadores concorda que as evidências sobre as intenções reais de Stalin na véspera da guerra são limitadas e ainda não totalmente compreendidas. Embora haja indícios, como o discurso de Stalin aos cadetes militares em maio de 1941, que sugerem uma postura defensiva com possibilidade de ataque, não há evidências conclusivas de que Stalin estava se preparando para uma ofensiva contra a Alemanha.   
Existem três posições básicas defendidas: a primeira por autores que negam a possibilidade ou a existência de provas de que Stalin efetivamente invadiria a Alemanha; a segunda por autores que adotam uma posição intermediária, considerando que havia planos, mas executá-los dependeria de uma oportunidade favorável; e a terceira por aqueles que defendem que Stalin realmente invadiria a Europa Ocidental. 
Aqueles com posições contrárias a possibilidade de uma invasão, incluindo críticos renomados, incluindo historiadores como Gabriel Gorodetsky, David Glantz, Makhmut Gareev, Lev Bezymensky, Dmitri Volkogonov, e Alexei Isayev, contestam a tese de Suvorov. Eles apontam que Suvorov não revela suas fontes e depende de evidências circunstanciais. Outros historiadores concordam que o Exército Vermelho não estava preparado para uma guerra ofensiva em 1941 devido a purgas internas e projetos de modernização. A ideia de que Stalin planejava uma ofensiva é contestada com base na falta de evidências concretas e na compreensão geral da estratégia nazista de expandir seu domínio. Em resumo, a tese de Suvorov é criticada por falta de fundamentação e por não levar em consideração a complexidade das relações geopolíticas da época.   
Há os que defendem uma posição intermediária. Em um artigo de 1987 na revista Historische Zeitschrift, o historiador alemão Klaus Hildebrand argumentou que tanto Hitler quanto Stalin haviam planejado separadamente atacar um ao outro em 1941. Ele considerou que a notícia das concentrações do Exército Vermelho perto da fronteira levou Hitler a se engajar em um possível avanço, em resposta ao avanço inimigo, ao invés de  de recuar: "Independentemente, o programa nacional-socialista de conquista encontrou o programa de objetivos de guerra igualmente abrangente que Stalin havia elaborado em 1940, no mínimo". 
A terceira corrente, incluindo alguns historiadores russos começaram a apoiar a tese de Suvorov a partir dos anos 1990, sugerindo que Stalin estava planejando um ataque contra Hitler em 1941. Autores como Valeri Danilov, V.A. Nevezhin, Constantine Pleshakov, Mark Solonin e Boris Sokolov apoiam essa ideia. Eles argumentam que o Exército Vermelho estava se preparando para um ataque, com base em materiais de arquivo desclassificados. Mikhail Meltyukhov, em "Stalin's Missed Chance", afirma que a ideia de atacar a Alemanha surgiu muito antes de maio de 1941 e era a base do planejamento militar soviético. Joachim Hoffmann, em "Stalin's War of Extermination", baseado em interrogatórios de prisioneiros de guerra soviéticos, argumenta que a União Soviética estava se preparando para seu próprio ataque quando a Wehrmacht atacou. Hoffmann e outros pesquisadores examinaram documentos que indicavam preparativos soviéticos para um ataque, sugerindo que a ideia de um ataque soviético não é sem fundamento. Alguns políticos também compartilham dessas visões, como o ex-primeiro-ministro da Estônia, Mart Laar, e o ex-presidente finlandês, Mauno Koivisto.   
É importante notar que as teorias não se excluem totalmente, sendo possível interpretá-las em busca de uma unidade. A inexistência de provas não consolida efetivamente a impossibilidade de existência de planos, vez que, com certeza a inteligência soviética não deixariam registros das intenções de invadir ou não a Alemanha. Que haviam planos, isso é muito verossímil; executá-los, todavia, dependeria das condições favoráveis. A questão seria até que ponto Adolf Hitler iria avançar e se seu avanço se consolidaria, de modo que manter-se numa posição neutra fosse estratégico.  
Se Hitler se enfraquecesse muito rapidamente, o ataque soviético com certeza viria. Caso entrasse numa guerra muito custosa e se enfraquecesse, com o tempo perderia energia e um ataque soviético pelo Leste seria facilitado; quanto mais os soviéticos avançassem, mais território pertenceria a eles no pós-guerra. Por outro lado, se Hitler se mostrasse forte demais, vencendo rapidamente e consolidando sua posição, a estratégia seria oposta; se adotaria uma "neutralidade", consolidando posições defensivas, com recurso a aliados estrangeiros. O ataque alemão à União Soviética foi um choque para Stálin, o qual jamais sonhou com a ideia de que os alemães cometeriam o mesmo erro de abrir uma exaustiva guerra em duas frentes, como na Primeira Guerra Mundial.  

## Literatura
·        Beevor, Antony (5 June 2012). The Second World War. New York: Little Brown & Company. ISBN 978-0-316-02374-0. OCLC 764372841.
·        Bellamy, Chris (2007). Absolute war: Soviet Russia in World War Two. New York: Knopf. ISBN 978-0-375-41086-4. OCLC 154678367.
·        Bergström, Christer (2007). Barbarossa: The air battle: July-December 1941. Hersham: Midland Publishing. ISBN 978-1-85780-270-2.
·        Förster, Jürgen; Mawdsley, Evan (2004). "Hitler and Stalin in perspective: Secret speeches on the eve of Barbarossa". War in History. 11 (1): 61–103. doi:10.1191/0968344504wh293oa. ISSN 0968-3445.
·        Farrell, Brian P. (1993). "Yes, prime minister: Barbarossa, Whipcord, and the basis of British grand strategy, autumn 1941". The Journal of Military History. 57 (4): 599–625. doi:10.2307/2944096. JSTOR 2944096.
·        Glantz, David M. (1991). Soviet military operational art: In pursuit of deep battle. Cass series on Soviet military theory and practice. London: Frank Cass. ISBN 978-0-7146-4077-8.
·        Glantz, David M. (2001). Barbarossa: Hitler's invasion of Russia, 1941. Battles & campaigns. Stroud, Gloucestershire: Tempus Publishing. ISBN 978-0-7524-1979-4.
·        Glantz, David M. (1998). Stumbling colossus: The Red Army on the eve of world war. Modern war studies. Lawrence, Kansas: University Press of Kansas. ISBN 978-0-7006-0879-9.
·        Glantz, David M. (2005). Colossus reborn: The Red Army at war, 1941–1943. Modern war studies. University Press of Kansas. ISBN 978-0-7006-1353-3.
·        Gorodetsky, Gabriel (1999). Grand delusion: Stalin and the German invasion of Russia. New Haven, CT: Yale University Press. ISBN 978-0-300-08459-7.
·        Hoffmann, Joachim (1995). Stalins Vernichtungskrieg 1941–1945 [Stalin's war of extermination, 1941-194] (in German). Munich: Verlag für Wehrwissenschaften. ISBN 978-3-8219-0031-5. Revised and republished as Hoffmann, Joachim (1999). Stalins Vernichtungskrieg 1941–1945: Planung, Ausführung und Dokumentation [Stalin's war of extermination, 1941–1945: Planning, realization, and documentation] (in German). Munich: Herbig. ISBN 978-3-7766-2079-5.
·        Kershaw, Robert J. (2000). War without garlands: Operation Barbarossa, 1941/42. Shepperton, UK: Ian Allan. ISBN 978-0-7110-2734-3.
·        Krivosheev, G. F., ed. (1997). Soviet casualties and combat losses in the twentieth century. London: Greenhill Books. ISBN 978-1-85367-280-4. Republished as Россия и СССР в войнах XX века: Потери вооруженных сил: Статистическое исследование [Russia and the USSR in the wars of the 20th century: Losses of the armed forces: Statistical study] (in Russian). Moscow: Olma Press [ru]. 2001. Archived from the original on 17 October 2004.
·        Koch, Hannsjoachim Wolfgang (1983). "Hitler's 'programme' and the genesis of Operation 'Barbarossa'". The Historical Journal. 26 (4): 891–920. doi:10.1017/S0018246X00012747. ISSN 0018-246X. JSTOR 2639289. Republished as "Hitler's 'programme' and the genesis of Operation 'Barbarossa'". Aspects of the Third Reich. London: Macmillan Education UK. 1985. pp. 285–322. doi:10.1007/978-1-349-17891-9_10. ISBN 978-0-333-35273-1.
·        Latimer, Jon (2001). Deception in war. London: John Murray. ISBN 978-0-7195-5605-0.
·        Maser, Werner (1994). Der Wortbruch: Hitler, Stalin und der Zweite Weltkrieg [The broken word: Hitler, Stalin and the Second World War]. München: Olzog. ISBN 3-7892-8260-X.
·        Megargee, Geoffrey P. (2006). War of annihilation: Combat and genocide on the eastern front, 1941. Lanham, MA: Rowman & Littlefield. ISBN 978-0-7425-4481-9.
·        Mineau, André (2004). Operation Barbarossa: Ideology and ethics against human dignity. Amsterdam: Rodopi. ISBN 978-90-420-1633-0.
·        Murphy, David E. (2005). What Stalin knew: The enigma of Barbarossa. New Haven: Yale University Press. ISBN 978-0-300-10780-7.
·        Conquest, Robert (April 2006). "Murphy. What Stalin knew". The American Historical Review (Book review). 111 (2): 591–592. doi:10.1086/ahr.111.2.591. ISSN 0002-8762.
·        Nekrich, Aleksandr Moiseevich; Petrov, Vladimir (1968). "June 22, 1941": Soviet Historians and the German Invasion. Columbia, South Carolina: University of South Carolina Press. ISBN 978-0-87249-134-2.
·        Pleshakov, Konstantin (2005). Stalin's folly: The tragic first ten days of World War II on the eastern front. Boston: Houghton Mifflin. ISBN 978-0-618-36701-6.
·        Rayfield, Donald (2004). Stalin and his hangmen: An authoritative portrait of a tyrant and those who served him. London: Viking. ISBN 978-0-670-91088-5.
·        Roberts, Cynthia A. (December 1995). "Planning for war: The red army and the catastrophe of 1941". Europe-Asia Studies. 47 (8): 1293–1326. doi:10.1080/09668139508412322. ISSN 0966-8136. JSTOR 153299.
·        Rees, Laurence (1999). War of the century: When Hitler fought Stalin. London: BBC Books. ISBN 978-0-563-38477-9. OCLC 42038620. Republished as War of the century: When Hitler fought Stalin. New York City: New Press. 1999. ISBN 1-56584-599-4. OCLC 43690103.
·        Shirer, William Lawrence (1960). The rise and fall of the Third Reich: A history of Nazi Germany. New York City: Simon and Schuster. ISBN 978-0-671-62420-0. Republished as The rise and fall of the Third Reich: A history of Nazi Germany. Simon & Schuster. 1990. ISBN 978-0-671-72868-7.
·        "Kriegsausbruch 1941: Von Stalin provoziert?" [Outbreak of war in 1941: Provoked by Stalin?]. der Spiegel (in German). Vol. 1962, no. 31. 31 July 1962.
·        Suvorov, Viktor (20 July 2007). The chief culprit: Stalin's grand design to start World War II. Dulles, Virginia: Potomac Books. ISBN 978-1-59797-114-0. OCLC 148715018. Republished as Suvorov, Viktor (2008). The chief culprit: Stalin's grand design to start World War II. Annapolis, Maryland: Naval Institute Press. ISBN 978-1-59114-838-8.
·        Taylor, Alan John Percivale; Mayer, S. L., eds. (1974). History of World War II. London: Octopus Books. ISBN 0-7064-0399-1.
·        Waller, John H. (1996). The unseen war in Europe: Espionage and conspiracy in the Second World War. London: I. B. Tauris. ISBN 978-1-86064-092-6.
·        Weeks, Albert L. (2003). Stalin's other war: Soviet grand strategy, 1939–1941. Lanham, Maryland: Rowman & Littlefield. ISBN 0-7425-2192-3.
·        Wegner, Bernd, ed. (1997). From peace to war: Germany, Soviet Russia, and the world, 1939–1941. Providence, Rhode Island: Berghahn Books. ISBN 978-1-57181-882-9.
·        Konecny, Peter (August 1999). "From peace to war by Wegner". Canadian Journal of History (Book review). 34 (2): 288–290. doi:10.3138/cjh.34.2.288. ISSN 0008-4107.
·        Wieczynski, Joseph L. (1993). Operation Barbarossa: The German attack on the Soviet Union, June 22, 1941. Salt Lake City: Charles Schlacks Jr. ISBN 978-1-884445-01-9.
·        Fox, John P. (1996). "Operation Barbarossa by Wieczynski". The Slavonic and East European Review (Book review). 74 (2): 344–346. JSTOR 4212105.

·        Ziemke, Earl F.; Bauer, Magna E. (1987). Moscow to Stalingrad: Decision in the east. United States Army Center of Military History. ISBN 978-0-16-001942-5. OCLC 460863829. ISBN 978-0-16-080081-8.